# Hemimerideae
Hemimerideae Benth., 1835 è una tribù di piante angiosperme appartenenti alla famiglia delle Scrofulariacee.

## Etimologia
Il nome della tribù deriva dal suo genere tipo Hemimeris L. f., 1807 il cui significato è "due metà" (hmi-merij).
Il nome scientifico della tribù è stato definito dal botanico inglese George Bentham (22 settembre 1800 – 10 settembre 1884) nella pubblicazione "Edwards's Botanical Register; or, Flower Garden and Shrubbery. London - 21: ad t. 1770." del 1835.

## Descrizione

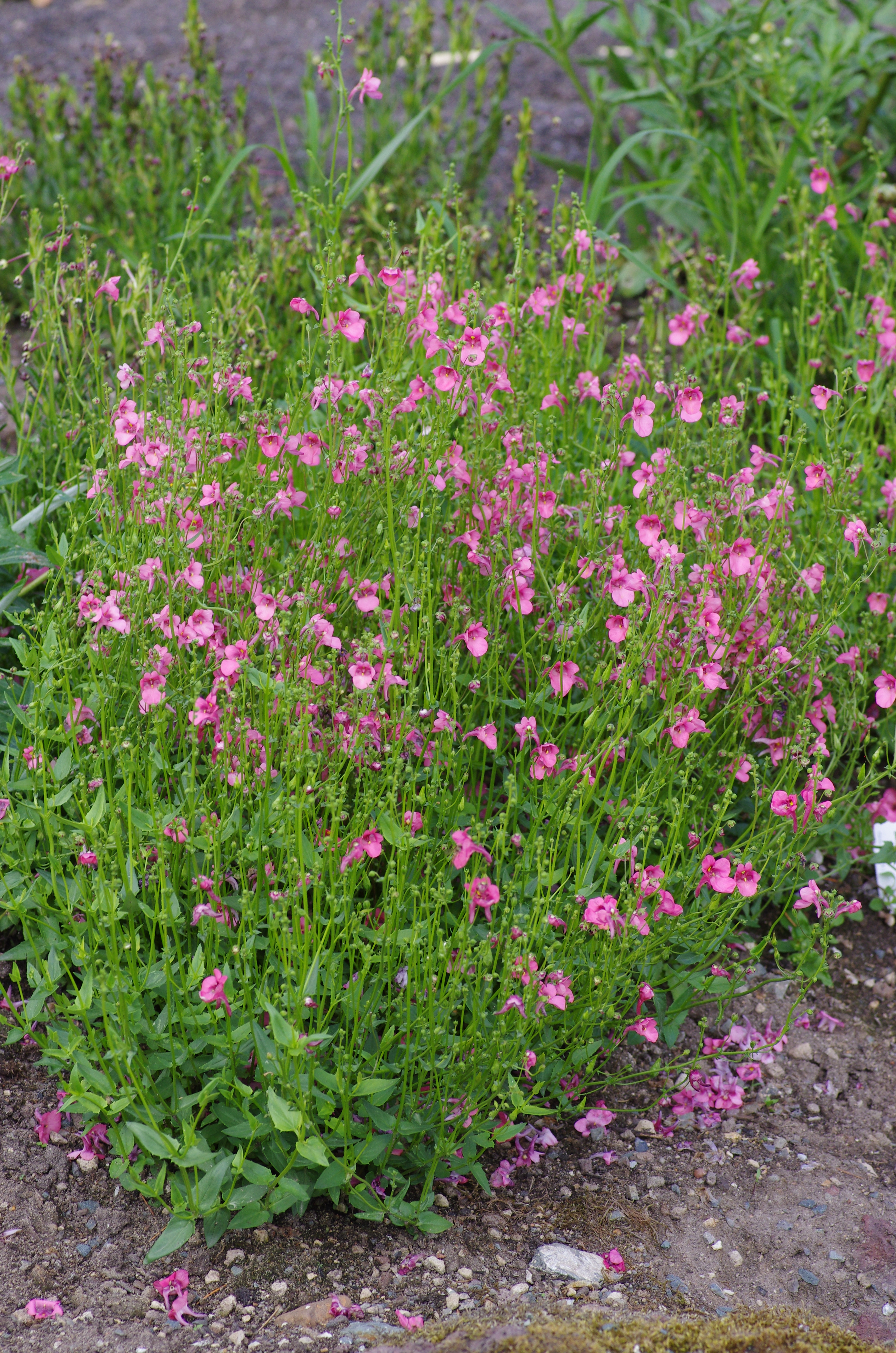
Il portamento
Diascia barberae

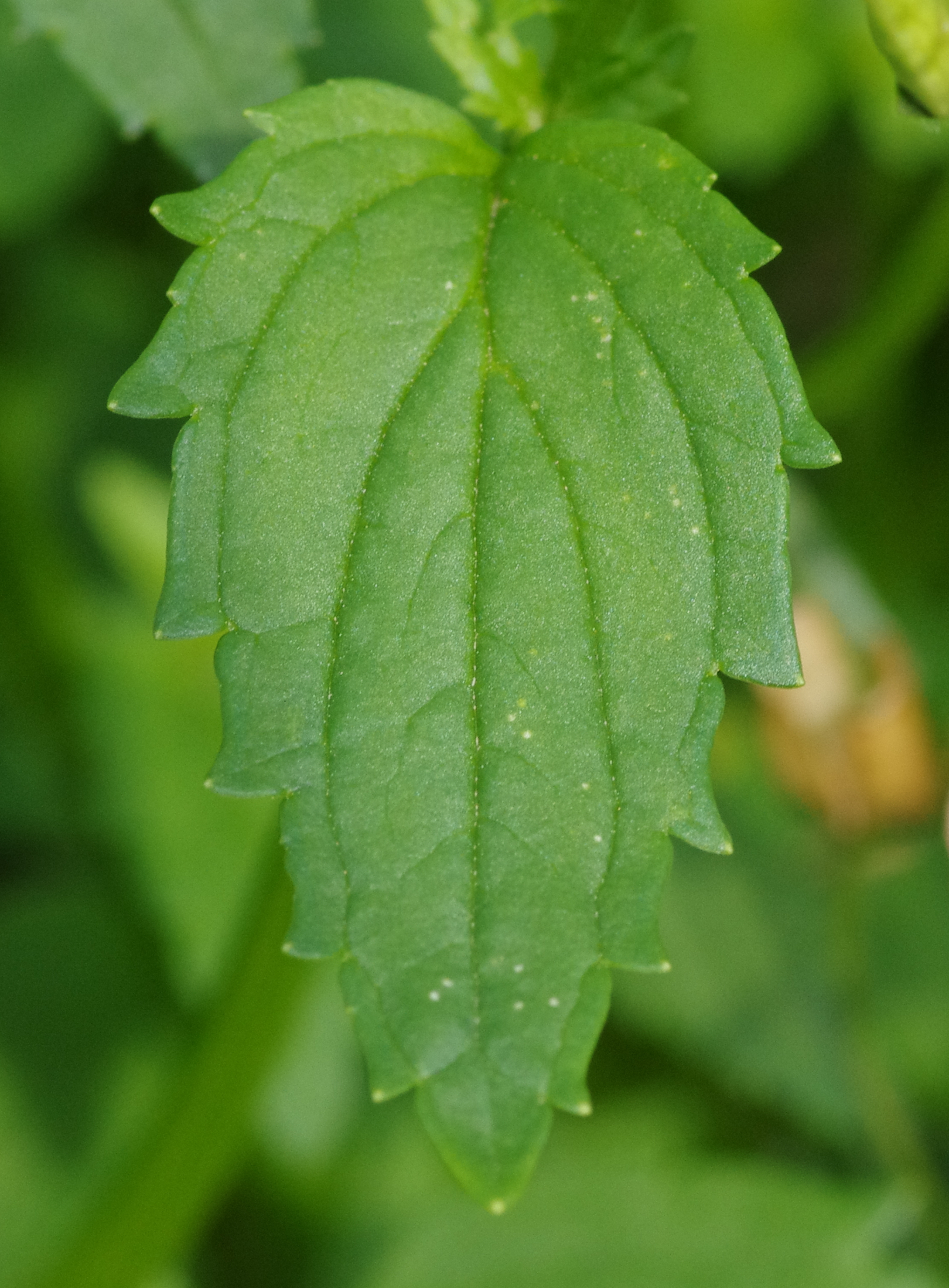
Le foglie
Diascia denticulata

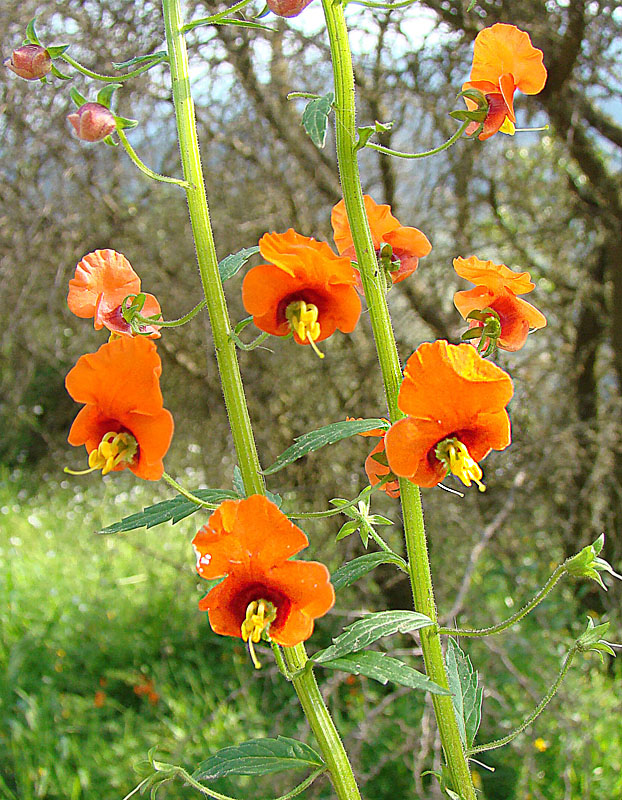
Infiorescenza
Alonsoa meridionalis

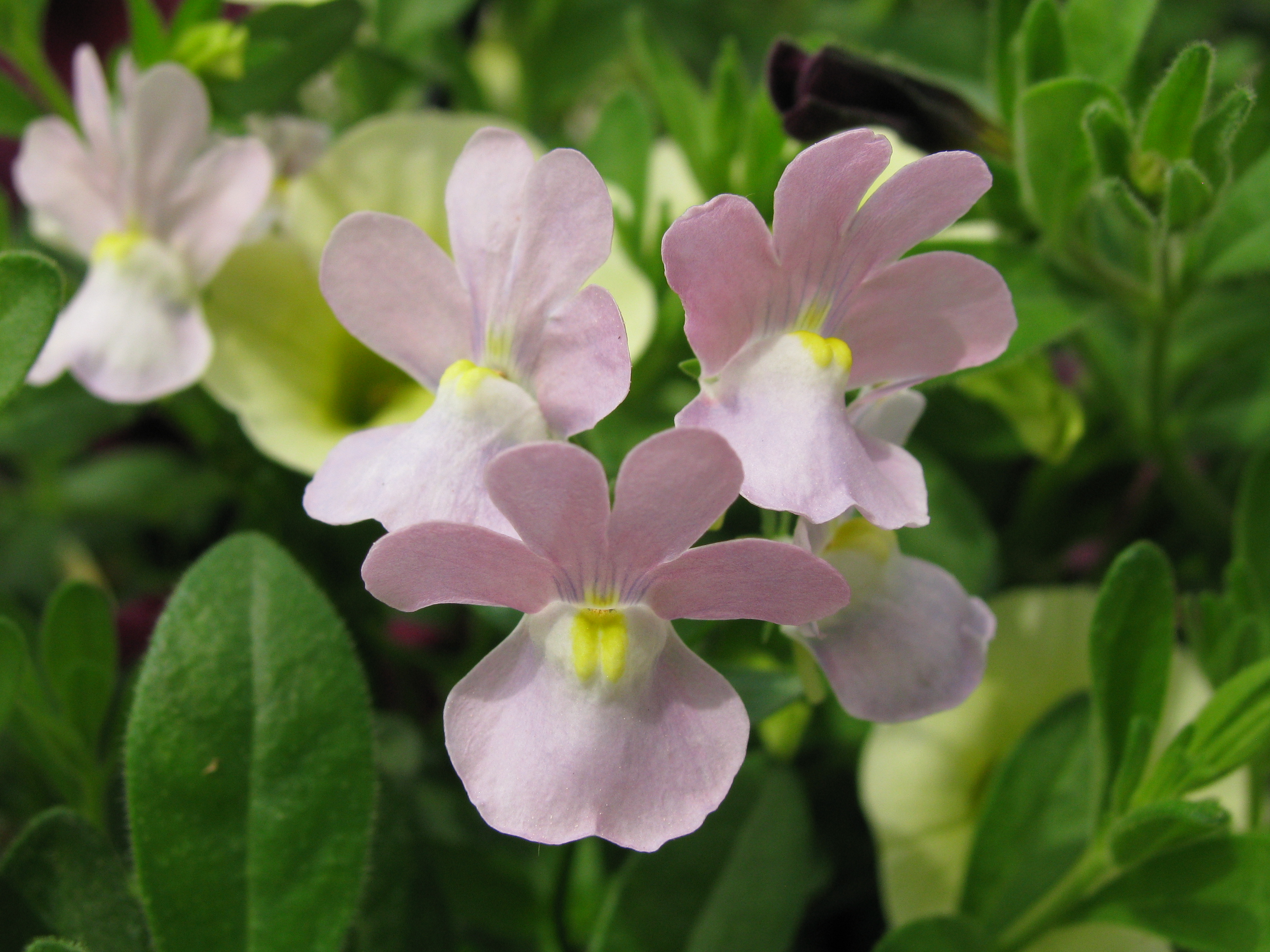
I fiori
Nemesia fruticans

- Il portamento delle specie di questa tribù è erbaceo perenne (annuale in Diascia), raramente arbustivo (eventualmente si tratta di arbusti nani). L'indumento è glabro a parte alcune infiorescenze pubescenti per peli ghiandolari (Alonsoa). Il portamento degli steli varia da eretto a ascendente o procombente; la sezione è quadrangolare a causa della presenza di fasci di collenchima posti nei quattro vertici, mentre le quattro facce sono concave. A volte gli steli sono alati (Colpias). Queste piante contengono composti iridoidi.[3][8][9]
- Le foglie cauline, a disposizione alternata o debolmente opposta, sono da sessili o subsessili a brevemente picciolate. La lamina ha delle forme da lineari-lanceolate a ovoidi o orbicolari con apici acuminati e base subcordata. Nella lamina sono presenti anche forme insice-palmatolobate e pennatifide. I margini sono dentati o seghettati. In Diascia le foglie hanno un portamento rosulato. In Hemimeris sono presenti delle brattee subfascicolate.
- Le infiorescenze sono racemose o delle cime ascellari con 1 - 5 fiori. Le bratteole sono assenti, mentre sono presenti le brattee.
- I fiori, ermafroditi e distintamente pedicellati e resupinati (per torsione del pedicello), più o meno zigomorfi, sono tetraciclici (ossia formati da 4 verticilli: calice– corolla – androceo – gineceo), pentameri (i verticilli del perianzio hanno più o meno 5 elementi ognuno).

- Formula fiorale. Per la famiglia di queste piante viene indicata la seguente formula fiorale:

X K (4-5), [C (2+3) A 5 o 2+2 o 2], G (2), supero, capsula.
- Il calice, gamosepalo, ha una forma campanulata e termina con cinque profondi lobi. I lobi sono da uguali a subuguali tra id loro. La forma dei lobi è per lo più da stretta a lanceolata.

- La corolla, di tipo zigomorfo (i petali sono concresciuti) e ruotata, è formata da un tubo terminante in cinque lobi a disposizione bilabiata. Il tubo (a volte quasi obsoleto) è bisaccato con due speroni gibbosi posti nella parte abassiale. I lobi sono per lo più sono patenti; quelli del labbro adassiale sono più grandi. Il colore varia dall'arancio al salmone rosso, ma anche giallo, crema, bianco e rosa.

- L'androceo è formato da 4 stami (2 stami in Hemimeris) didinami sporgenti o inclusi. In alcune specie (Diascia) le antere abassiali sono abortite. I filamenti adnati alla corolla sono corti. Le antere, libere e non sagittate, hanno due teche (antere biloculari) con portamento da separato a confluente che si aprono per mezzo di un'unica fessura distale. I granuli pollinici sono del tipo tricolporato.

- Il gineceo è bicarpellare (sincarpico - formato dall'unione di due carpelli connati). L'ovario (biloculare) è supero con forme ovoidi (alla fruttificazione s'incurva) o ellittiche con superficie pubescente per peli ghiandolosi. Lo stilo ha uno stigma con forme da capitate a debolmente bilobate. Il disco nettarifero in genere è presente.

- I frutti sono delle capsule con deiscenza da loculicida a setticida (o solamente setticida in Diascia, Hemimeris, Diclis e Nemesia). I semi sono numerosi chiari arrotondati o appena incurvati con superficie costoluta e con endosperma ben sviluppato. A volte le teste dei semi possono essere membranose e reticolate.

## Biologia
Le specie di questo raggruppamento si riproducono per limpollinazione tramite insetti (impollinazione entomogama).
La dispersione dei semi avviene inizialmente a causa del vento (dispersione anemocora); una volta caduti a terra sono dispersi soprattutto da insetti tipo formiche (mirmecoria).

## Distribuzione e habitat
La distribuzione delle specie di questa tribù è soprattutto africana tropicale.

## Tassonomia
La famiglia delle Scrofulariacee comprende 59 generi e oltre 1800 specie. La famiglia è caratterizzata soprattutto dai fiori zigomorfi (bilabiati), dai sepali e petali connati, dagli stami in numero di 4 (un quinto è staminoide), dai filamenti adnati alla corolla, dalle antere biloculari e dall'ovario formato da 2 carpelli.

### Filogenesi

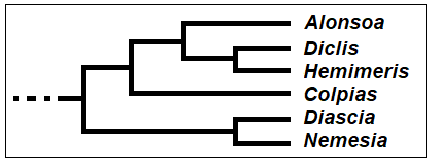
Cladogramma della tribù

La tribù è individuata dai seguenti caratteri:
- la corolla a forma tubolare;
- uno staminoide al posto del quarto stame;
- un numero cromosomico di base x= 20.

Il gruppo di generi di questa tribù, dopo le ultime inclusioni (Colpias), forma probabilmente un clade monofiletico anche per l'assenza di secrezioni oleifere (una sinapomorfia).
Nell'ambito della famiglia, questa tribù è "basale" e quindi è "gruppo fratello" al resto delle Scrophulariaceae.
La separazione di questo gruppo dal nucleo delle Lamiales è avvenuta tra 68 - 50 milioni di anni fa.

### Generi
La tribù Hemimerideae comprende 7 generi:
- Alonsoa Ruiz & Pav., 1798 (11 spp.)
- Chamaecrypta Schltr. & Diels (1 sp.)
- Colpias E. Mey. ex Benth., 1836 (1 sp.)
- Diascia Link & Otto, 1820 (63 spp.)
- Diclis Benth., 1836 (9 spp.)
- Hemimeris L. f., 1807 (4 spp.)
- Nemesia Vent., 1804 (65 spp.)

Note: 
- in Alonsoa è inclusa anche la specie Schistanthe peduncularis Kunze, 1841, considerata quindi sinonimo di Alonsoa peduncularis (Kuntze) Wettst.;
- in Diascia è inclusa anche la specie Chamaecrypta diasciifolia Schlechter & Diels, 1942;
- genere escluso: Basistemon Turcz., 1863 (ora descritto all'interno della famiglia Plantaginaceae;
- il genere Alonsoa in passato era descritto all'interno della tribù Alonsoeae Barringer, 1993 (ora obsoleta) insieme al genere Charadrophila Marloth, 1899 (ora incluso nella famiglia Stilbaceae).

### Alcune specie

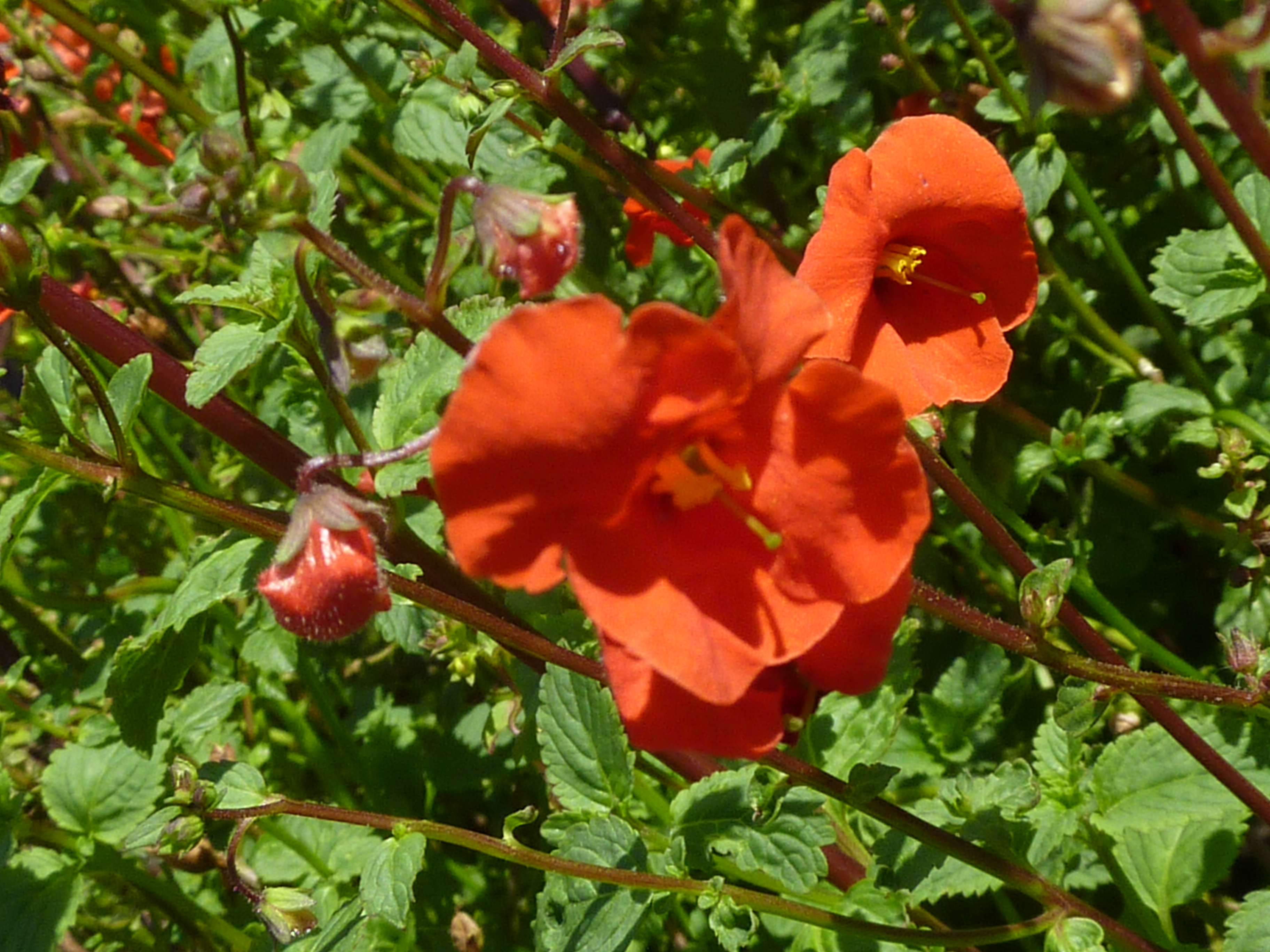
Alonsoa warscewiczii
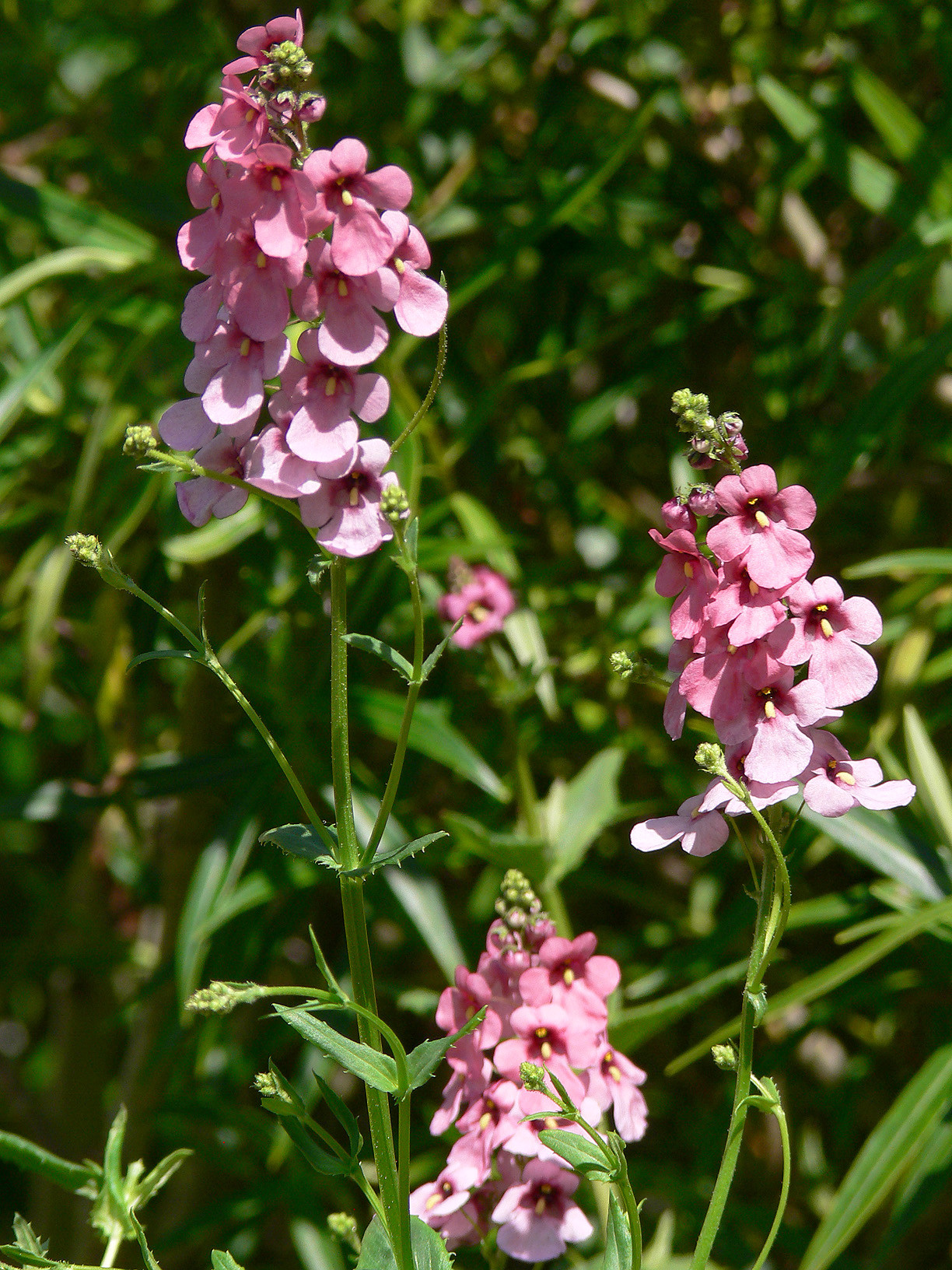
Diascia personata
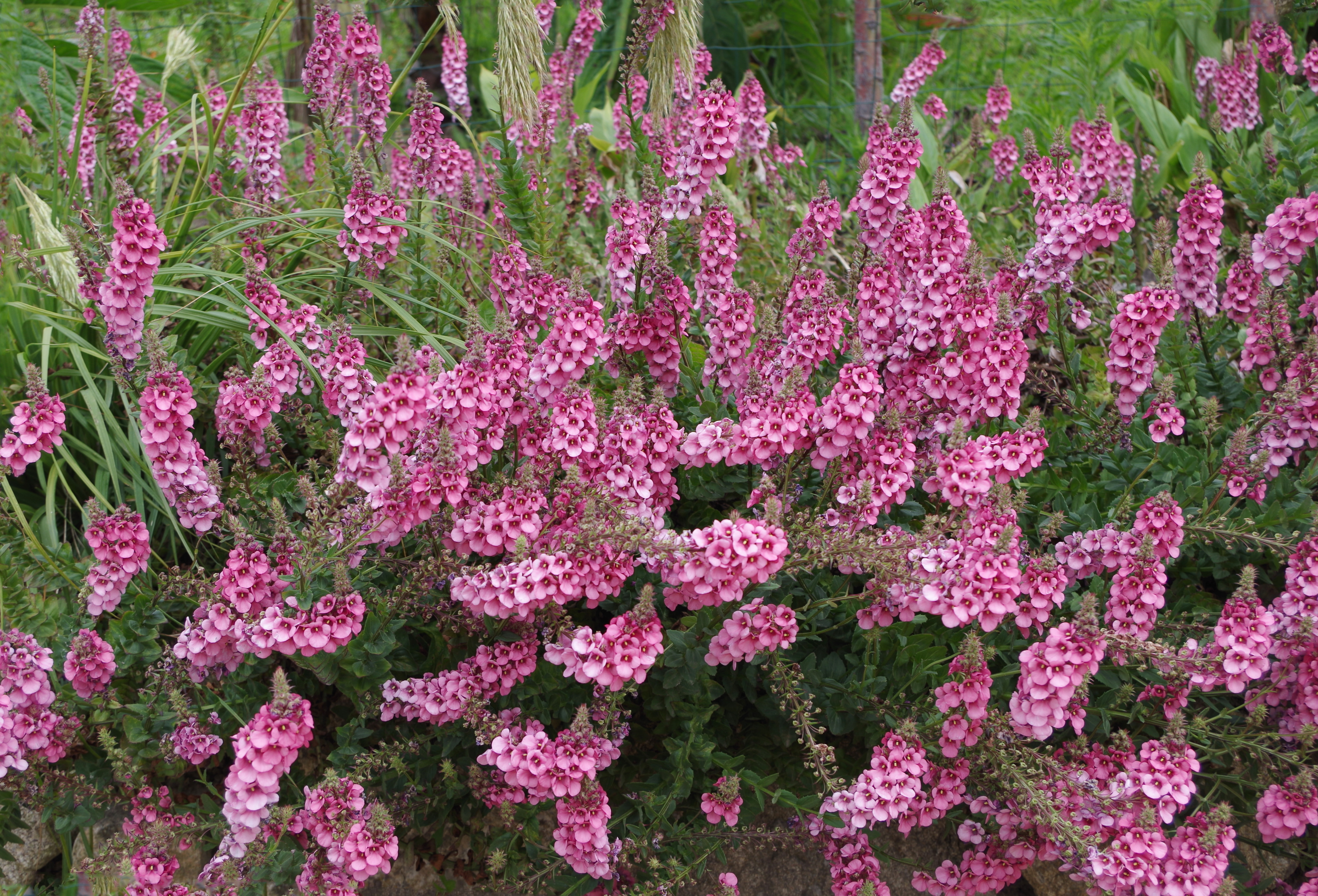
Diascia rigescens
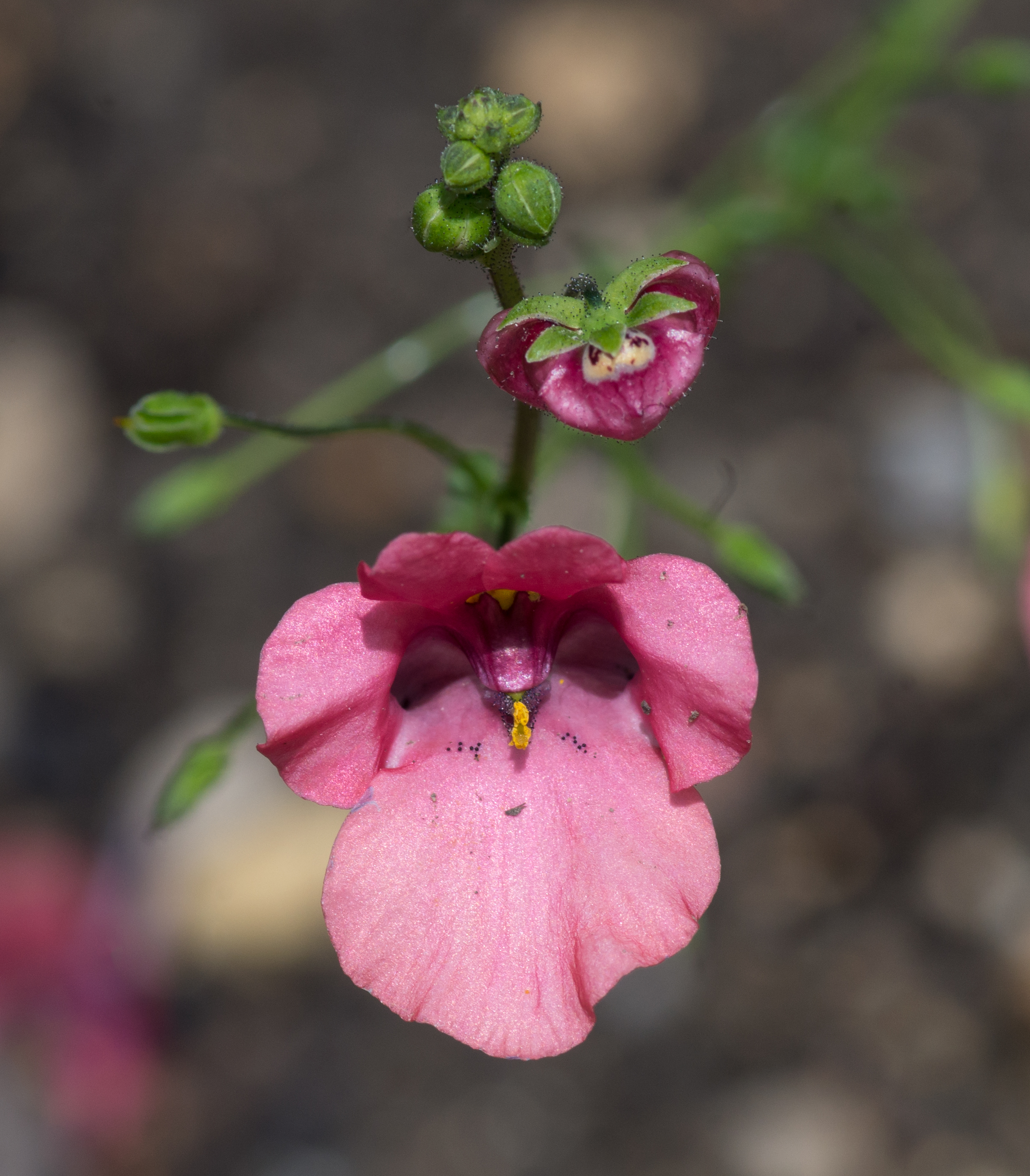
Diascia vigilis
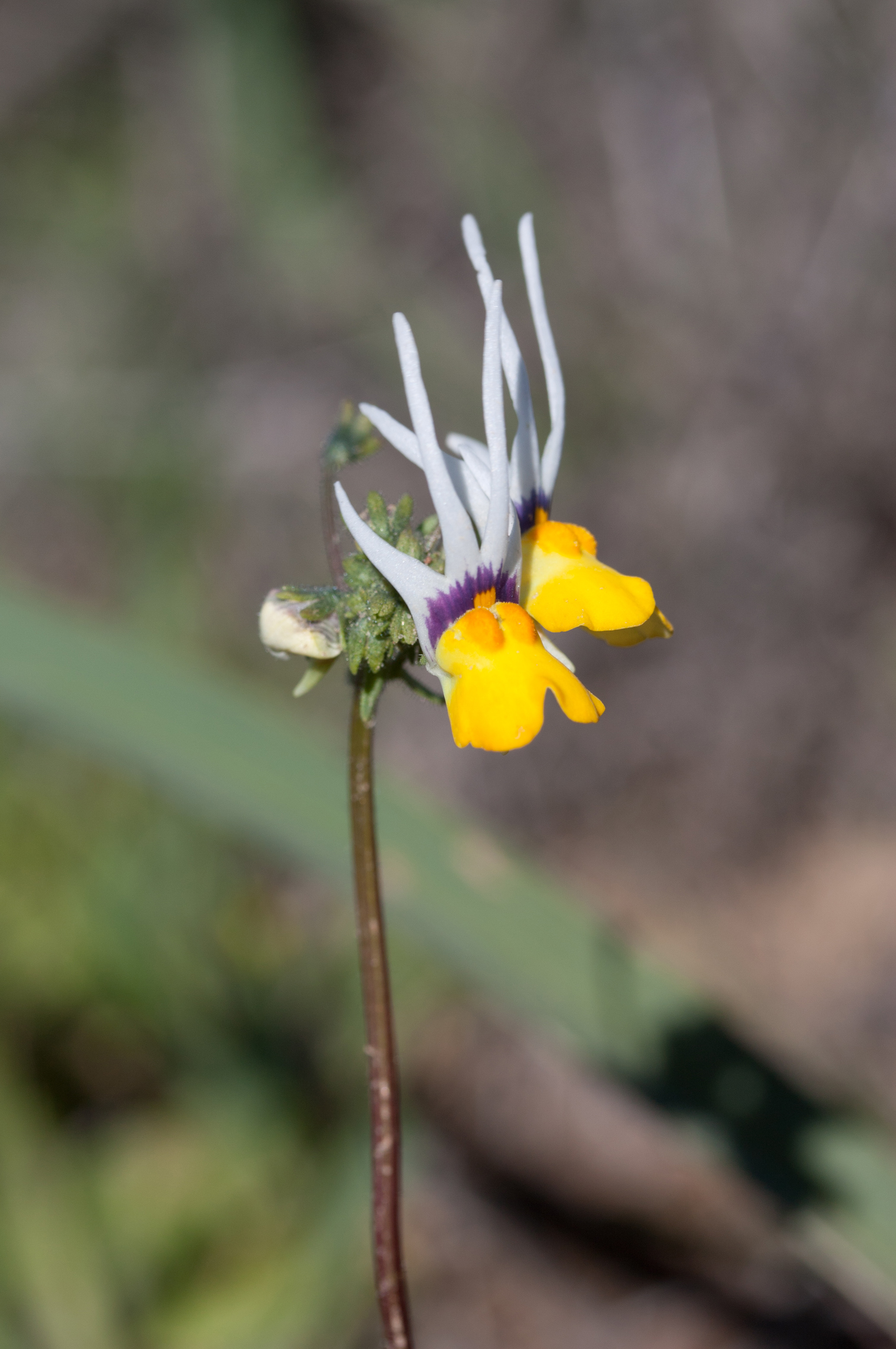
Nemesia cheiranthus
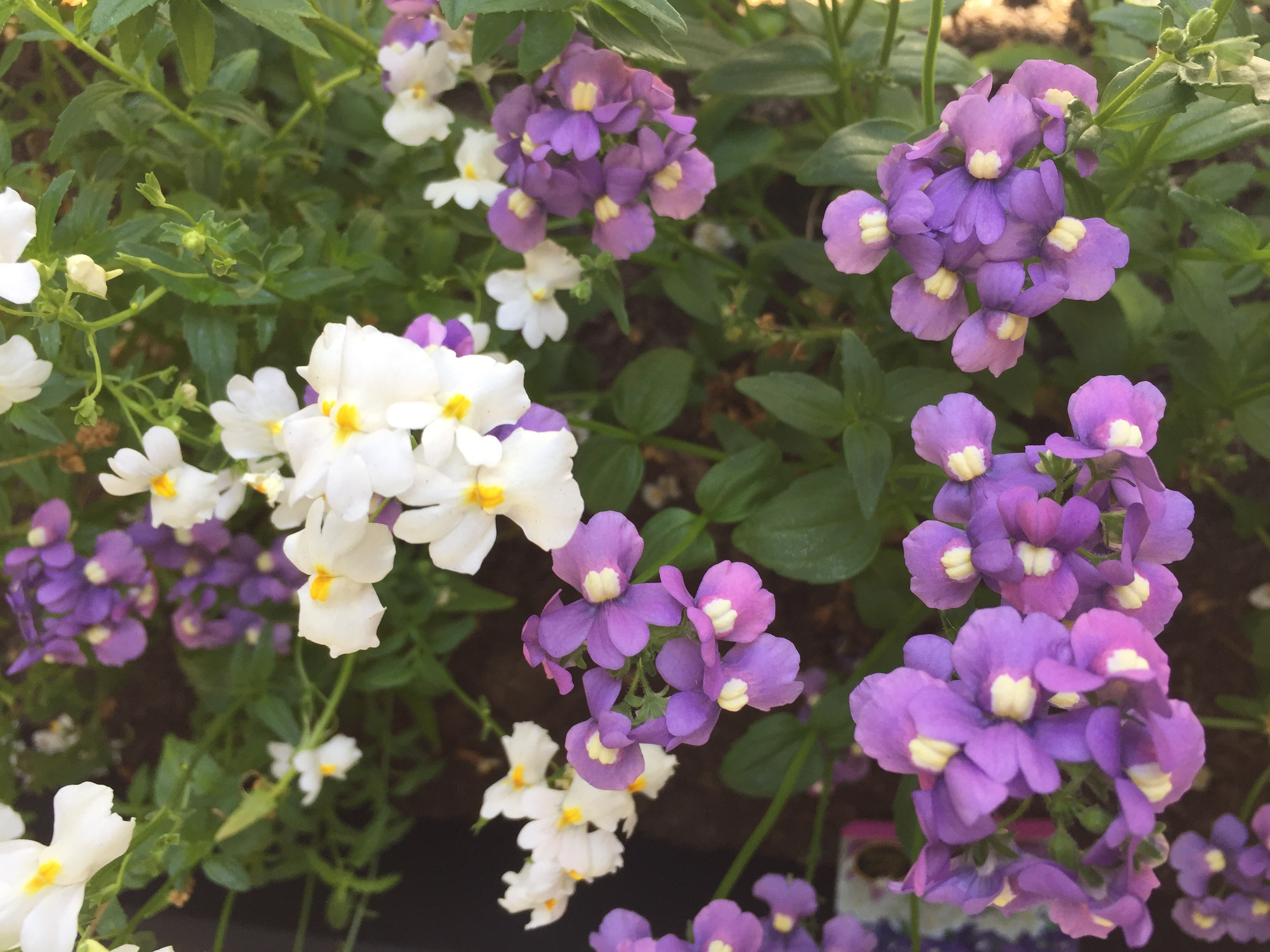
Nemesia strumosa
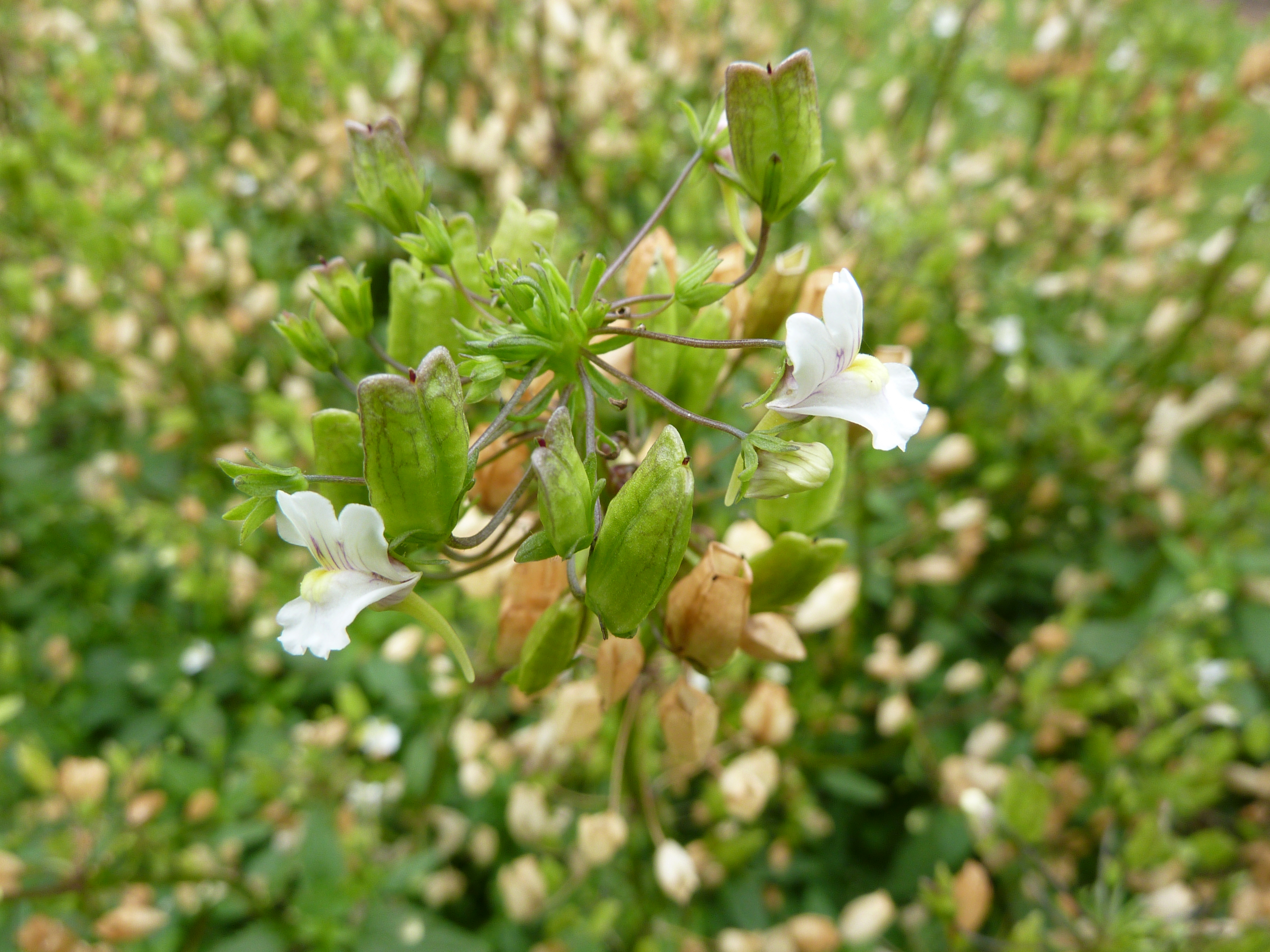
Nemesia melissifolia